# الهياثم
الهياثم هي إحدى مدن محافظة الخرج التابعة لمنطقة الرياض، وتقع في الشمال الغربي منها بين وادي نساح ووادي الهياثم. تبلغ مساحتها قرابة 800 كم، وترتفع عن سطح البحر 440م، تتميز بموقع استراتيجي حيث يمر بها عدة طرق رئيسية مثل طريق الرياض الجنوب وطريق الرياض الخرج وطريق الخرج الدلم، مما جعلها محط جذب للاستثمار، كما أنها تعتبر منطقة زراعية. تبعد الهياثم 3كم عن الخرج و70كم عن الرياض.

## التاريخ
حسب الآثار الموجدة فإن الهياثم كانت موطناً للعديد من الأسر القديمة أما المدينة الحديثة فيعود تاريخها إلى عهد الملك عبد العزيز ملك المملكة العربية السعودية عندما نصح الشيخ فيصل بن حزام بن حشر شيخ قبيلة آل عاصم من قحطان في محاولة لتوطين أهل البادية، نصحه بالسكن في الجهة الشمالية من المدينة القديمة وهو ما تم في سنة 1338 للهجرة. عند وصول الشيخ فيصل بن حشرإلى المدينة وُضع الشارع المعروف باسم «الجاسرية» للفصل بين الجهة الشمالية والمدينة القديمة.

## الاقتصاد
بالمدينة العديد من المشاريع الزراعية والحيوانية مثل مشاريع زراعة القمح والخضروات والزراعات المحمية وتربية الأغنام والأبقار وبها تسع مشاريع لتربية الدواجن ومشروعان لتربية الأسماك. بالمدينة 200 مزرعة و17 مشروعاً زراعياً وتساهم بنسبة 20% من المحاصيل الزراعية لمحافظة الخرج. بالمدينة أيضاً أكثر من 60 ألف نخلة.

## الخدمات الحكومية
بالمدينة مركز خاص بها ومركز للدفاع المدني والشرطة والبلدية ومكتب زراعي ومركز صحي. يوجد بالمدينة أيضاً روضة أطفال ومدرستان ابتدائيتان للبنين وواحدة للبنات ومتوسطة للبنين وواحدة للبنات وثانويتان واحدة للبنين وواحدة للبنات، حيث بدأ التعليم في المدينة في سنة 1360 للهجرة بعد أن كان معتمداً على الكتاتيب.

## الآثار
تقع بالمدينة وحولها العديد من الآثار. حيث يحتوي وادي نساح القريب على العديد من الأبنية الحجرية والرجوم الدائرية، وبالمدينة القديمة توجد العديد من الأبنية الطينية والتي أكتشف فيها فخاريات إسلامية. في الجنوب الشرقي من المدينة توجد عدة قصور منها قصر سعود الكبير وقصر البجادي.

## السكان
وفقاً لتعداد سنة 1431 للهجرة فإن المدينة يسكنها 10495 نسمة. من عدد السكان فإن 6583 سعوديون منهم 3277 رجل و3306 امرأة، أما بقية 3912 فهم أجانب منهم 2960 رجل و952 امرأة.